# Encaste Albaserrada
El encaste Albaserrada es un tipo de encaste propio del toro de lidia que deriva de los encastes de Santa Coloma y Saltillo, y por tanto procede también del tronco común de Vistahermosa. Por las particularidades genéticas, registradas por el Ministerio del Interior de España, figura dentro del Libro Genealógico de la Raza Bovina de Lidia, dependiente del Ministerio de Agricultura.
Su nombre se debe a la ganadería brava que estaba en propiedad de Hipólito de Queralt, XIII marqués de Albaserrada, que en 1912 creó su ganadería a partir de las compras de reses realizadas a su hermano, el conde de Santa Coloma, de procedencia Ibarra-Saltillo.

## Historia del encaste Albaserrada
En 1905 el Conde de Santa Coloma compra la mitad de la ganadería de Eduardo Ibarra y poco tiempo después incorpora vacas y sementales de Saltillo, puro origen Vistahermosa ambas ganaderías. Más tarde se deshace de las madres de origen Ibarreño. El Marqués de Albaserrada, Hipólito de Queralt, adquiere en 1912 una porción de la ganadería de su hermano, el Conde de Santa Coloma, concretamente la que más influencia tenía de Saltillo.
En 1920, con la muerte de Hipólito, José Bueno Catón adquiere la ganadería. Este es un mayorista de ganado porcino de Palazuelo de Vedija, ya posee ganado de Saltillo pero le gusta especialmente el encaste Albaserrada. José muere en 1928 sin descendencia, distribuyendose su herencia entre 40 familias de Palazuelo. Respecto a la ganadería, ésta quedó dividida en dos mitades; una para su esposa Juliana Calvo, y la otra para Bernardo Escudero, uno de sus sobrinos, que posteriormente la vendió al Duque de Pinohermoso. En relación con la parte perteneciente a Juliana Calvo, su sobrino Antonio es quien lleva las riendas de la ganadería, y se lidia a su nombre hasta su muerte, en 1941.
Tras la muerte de Juliana, la ganadería se anuncia a nombre de Escudero Calvo Hermanos. Los propietarios son los sobrinos de José y Juliana; Josefa, Florentina (junto con su marido Vicente), Andrea y Antonio, este último la dirige. Debido a problemas entre sus hermanos y su cuñado la ganadería se parte.
En 1946 Andrea Escudero vende su parte al empresario Pablo Martínez Elizondo, que por su parte la vendió a Jesús Trilla en el 1978. El resto de porciones unidas bajo la denominación "Escudero Calvo Hermanos, sobrinos de doña Juliana Calvo". A este nombre se corrieron toros en la plaza de Madrid por primera vez el 27 de abril de 1947 por las cuadrillas de Albaicín, Aguado de Castro y Rafael Llorente.
En 1960, Florentina Escudero vende su parte a los hermanos Victorino y Adolfo Martín, los cuales, en 1962 adquieren la parte de Josefa Escudero. Finalmente, el 24 de diciembre de 1965, Antonio Escudero vende a los hermanos el tercio de la ganadería restante.
Actualmente los toros de Albaserrada pastan en tres ganaderías distintas:

## Características del encaste Albaserrada

### Morfología
Las reses de Albaserrada tienen similitudes con las de puro origen Saltillo. La principal diferencia entre estas es la mayor corpulencia de las reses de Albaserrada.
Generalmente lucen capas cárdenas y negras, acompañadas por accidentes entrepelados, bragados, meanos y rabicanos, además de salpicados, listones y ojalados en algunas ocasiones.Presentan perfiles cefálicos rectos, raramente subconvexos. Se caracterizan por tener la cabeza estrecha, alargada y voluminosa; sienes estrechas y morro afilado (hocico de rata).
Los ojos de los Albaserrada son saltones y dotados de gran viveza en su mirada. Debido a su tamaño y a la menor anchura del hueso frontal dan la sensación de estar en una posición más anterior que otros vacunos. Las encornaduras suelen ser finas y normalmente se dirigen hacia arriba con diferentes grados de curvatura. Eso da lugar a ejemplares cornipasos, veletos y cornivueltos, en menor medida acapachados, corniapretados, cornidelanteros e incluso gachos.
Tienen el pecho no muy ancho, con poca papada (degollados). La línea dorso-lumbar es recta, el vientre recogido, la grupa redondeada y las extremidades largas y finas. El cuello es largo y móvil, con poco morrillo, y la inserción de la cabeza en este suele ser brusca y en forma de golpe de hacha.

### Comportamiento
El toro de Albaserrada es fiero, duro y encastado, dotado de una gran viveza, temple y agilidad. Es un toro frío de salida, bastante reservón y requiere ser sometido desde el principio, ya que aprende muy rápido y puede causar dificultades durante la lidia. Por lo general es un toro difícil de torear, especialmente en el capote, ya que no da juego al lucimiento con este.
El toro es entregado en el caballo, suele ser pronto y espectacular. Estos ejemplares son tremendamente listos y miden muy bien las distancias, por tanto, en el tercio de banderillas se la han de hacer muy bien la faena para que no aprenda. En la muleta es un toro exigente y trabaja bien en los medios de la plaza. La lidia requiere llevar al toro bien empapado en la muleta y citarlo a la distancia correcta (media distancia). Admite largas tandas y humilla mucho, repite a un ritmo cómodo y con una gran transmisión. No admite errores y siempre necesita la atención y la tensión del torero.

## Ganaderías relacionadas
- Victorino Martín
- Adolfo Martín
- José Escolar Gil